# Тимофеева, Варвара Васильевна
Варвара Васильевна Тимофеева (в замужестве Майкова; 1850—1931) — прозаик, мемуаристка.

## Биография
Отец — штабс-офицер; мать (намного его моложе) — из бедной дворянcкой семьи. Тимофеева училась (1862—1865) в благотворительном учебном заведении для девиц в Москве, затем во время проживания вместе семьи в Вильно, возможно, окончила гимназический курс.
В начале 1872 года, после смерти отца, переехала с больной матерью (умершей в декабре) и сестрой в Петербург. Не имея средств к существованию, устроилась в типографию А. И. Траншеля корректором, что постепенно станет ее главной профессией; много занималась самообразованием, посещая Публичную библиотеку.  Через старшего корректора типографии познакомилась с Н. А. Демертом, который ввёл её в круг Н. К. Михайловского, у которого в числе других приглашённых неоднократно гостила на даче в Гатчине, где встречала многих известных литераторов — сотрудников журналов «Отечественные записки» и «Искра» (в последнем под руководством Демерта вела в 1873 году бытовую хронику). Сблизилась с Г. И. Успенским и особенно с его женой Александрой Васильевной (некоторое время жила в одном доме с ними), став на долгие годы их другом.
С декабря 1872 года по апрель 1874 года Тимофеева читала корректуру еженедельника «Гражданин», редактируемого Ф. М. Достоевским. В воспоминаниях «Год работы со знаменитым писателем» (1904) Тимофеева сообщает: «Мне довелось не только читать в двух корректурах „Дневник писателя“ 1873 г., но иногда присутствовать при самом его воспроизведении, т.к. многие страницы этого „Дневника“ писались при мне, в разговорах со мною».
Первая публикация Тимофеевой ― повесть «Идеалистка» (1878) — носила ярко выраженный автобиографический характер, как и вся последующая её проза. В романе «За себя и за других» (1882) звучат темы революционных выступлений молодёжи, земской деятельности, русско-турецкой войны. С 1886 года Тимофеева работала ответственным корректором журнала «Вестник Европы» (после смерти редактора журнала М. М. Стасюлевича (1913) написала мемуарный очерк). Не печаталась около 20 лет, хотя литературного творчества не оставляла. Жила в Калужской губернии (1900―1902), будучи замужем за М. Г. Майковым. В письмах Тимофеева жалуется на одиночество, неразделенную любовь к мужу, необходимость жить в глуши и отсутствие настоящего дела. Роман «Очерки прошлого» (1900) привлёк внимание Л. Н. Толстого. В 1870—1900-е гг. Тимофеева  написала ещё несколько романов, в том числе «Вымороченные» (подражание «Пошехонской старине» М. Е. Салтыкова-Щедрина) и «История моего обращения (из посмертных записок неизвестной писательницы)», последним особенно дорожила («Для меня это нечто священное, как монашеская исповедь»).
Последний опубликованный роман Тимофеевой «У чужих алтарей» (1916), в котором героиня живёт в «борениях плоти и духа» и в конце концов освобождается от мучивших её противоречий, найдя гармонию в религии.
В 1911 году Тимофеева оказалась в колонии для престарелых литераторов в селе Михайловское, была первым хранителем и экскурсоводом Михайловского, описала его уничтожение в 1918 году. Оставила автобиографические записки «Шесть лет в Михайловском». Возглавляла комиссию по охране «Пушкинского уголка» (1920—1921), написала «Проект сохранения Пушкинского уголка», составила путеводитель. Член Союза работников просвещения Опочки (с 1920). Член Союза писателей (с 1924). Бедствовала, обращалась в Комиссию по улучшению быта ученых за помощью, пользовалась поддержкой сотрудников Пушкинского Дома. В 1925 году переехала в Ленинград.